# Feeney Col
Feeney Col är ett bergspass i Antarktis. Det ligger i Västantarktis. Nya Zeeland gör anspråk på området. Feeney Col ligger 970 meter över havet.
Terrängen runt Feeney Col är huvudsakligen kuperad. Feeney Col ligger uppe på en höjd.  Trakten är obefolkad. Det finns inga samhällen i närheten. 